# Usmeravajuće svetlo
Guiding Light (pre 1975. godine poznata pod nazivom The Guiding Light ili, skraćeno, GL) američka je TV-serija koja po Ginisovoj knjizi svetskih rekorda predstavlja najdugovečniju sapunsku operu koja je u kontinuiranoj produkciji odnosno jednu od najdugovečnijih dramskih serija u istoriji radija i televizije. Emitovanje je započelo 25. januara 1937. godine kao radio-serija na programu NBC Radija i trajalo do 29. novembra 1946. godine; potom se kao-radio serija nastavila od 2. juna 1947. do 29. juna 1956. na CBS Radiju, a 30. juna 1952. je započelo emitovanje na TV-mreži CBS završeno 18. septembra 2009. Sa svojih 72 godine radio i televizijskog izvođenja, Guiding Light je najdugovećnija sapunska opera, ispred General Hospital i peti najdugovećniji program u celokupnoj istoriji emitovanja; jedino su američki radio program kantri muzike Grand Ole Opry (prvi put emitovan 1925), BBC religiozni program The Daily Service (1928), CBS religiozni program Music and the Spoken Word (1929), i norveški raiod program za decu Lørdagsbarnetimen (1924—2010) bili duže u vazduhu.
Kada je emisija debitovala na radiju 1937. godine, usredsredila se na velečasnog Džona Ratlidža i živote onih ljudi koji su se vrteli oko njega. „Guiding Light“ u naslovu emisije prvobitno se odnosilo na lampu u Ratlidžovoj radnoj sobi koju su ljudi koristili kao znak da pronađu njegovu pomoć kada je to potrebno. Kada je emisija prešla na televiziju tokom 1950-ih, Bauers, nemačka imigrantska porodica koja je prvi put predstavljena 1948. godine, postala je fokus programa. Druge sržne porodice su predstavljene tokom trajanja emisije, uključujući Norisove iz 1960-ih; Marlerove i Spauldingove 1970-ih; i Cuperove, Luisove i Riardonove tokom 1980-ih.
The Guiding Light je stvorila spisateljica sapunica Irna Filips. Naslov (doslovno: „svetlost vodilja”) se odnosi na svetiljku u rasdnoj sobi dr. Džona Ratledža, glavnog lika na samom početku serije. Tu je svetiljku palio kako bi porodica, prijatelji i sugrađani mogli potražiti pomoć kada su u nevolji. Kao inspiracija za taj lik je poslužio Voren Mojer, stanovnik grada Stoufvil u Ontariju.
CBS je 1. aprila 2009. objavila kako je snimanje trajno prekinuto zbog loše gledanosti. Poslednja epizoda je snimljena 11. avgusta 2009, a na programu CBS-a se emitovala 18. septembra 2009.

## Poreklo, razvoj radnje i glumci
Usmeravajuće svetlo je imalo brojne sekvence zapleta tokom duge istorije serije, na radiju i na televiziji. Ove sekvence radnje uključuju složene priče, različite pisce i glumce.

### 1930-e i 1940-e
Seriju su kreirali Emons Karlson i Irna Filips, koji su je zasnovali na ličnim iskustvima. Nakon što je rodila mrtvorođenu bebu sa 19 godina, ona je pronašla duhovnu utehu slušajući radio propovedi Prestona Bredlija, poznatog čikaškog propovednika i osnivača Narodne crkve koja je promovisala bratstvo ljudi. Ove propovedi su inspirisale stvaranje Usmeravajuće svetlosti, koja je počela kao radio serija, sa sveštenikom kao centralnim likom. Originalna radio serija je prvi put emitovana kao 15-minutne epizode na NBC radiju, počevši od 25. januara 1937. Serija je premeštena na CBS Radio 1947. godine.

### 1950-e
Usmeravajuće svetlo je prvo emitovala CBS televizija 30. juna 1952. godine, zamenivši otkazanu sapunicu Prvih sto godina. Ove epizode su takođe trajale 15 minuta. Tokom perioda od 1952. do 1956. godine, Usmeravajuće svetlo je postojala i kao radio i kao televizijska serija, a glumci su snimali svoje predstave dva puta za svaki dan emitovanja. Radio emisija Usmeravajuće svetlo je prestala da se proizvodi tokom 1956. godine, čime je okončano ovo preklapanje.
Sa prelaskom na televiziju, glavni likovi su postali Bauers, nemačka imigrantska porodica niže srednje klase koja je prvi put predstavljena u radio seriji 1948. godine. Mnoge priče su se vrtele oko Bila Bauera (sina patrijarha Fridriha „Papa“ Bauera) i njegove nove žene Berte (s nadimkom „Bert“). Papa Bauer, koji je došao u Sjedinjene Države tokom Prvog svetskog rata sa samo nekoliko dolara u džepu, bio je veoma dobra i poštena osoba koja je uspela da ponudi mogućnosti svojoj deci napornim radom, a tu radnu etiku je usadio u svoju decu. Bert je sanjala o penjanju na društvenoj lestvici i održavanju izgleda, a na Bilu (a ponekad i Papa Baueru) je bilo da je spusti na zemlju.
Usmeravajuće svetlo je rangirano kao sapunica broj jedan tokom 1956. i 1957. godine, pre nego što je 1958. godine zamenjena sa Dok se svet okreće. Nakon što je Irna Filips premeštena u Dok se svet okreće tokom 1958. godine, njena štićenica Agnes Nikson postala je glavni pisac serije Usmeravajuće svetlo.
Prvi televizijski producent Usmeravajućeg svetla bila je Lusi Feri Ritenberg, koja je producirala emisiju više od 20 godina.

### 1960-e
Agnes Nikson se odrekla uloge glavnog pisca tokom 1965. godine da bi radila na filmu „Drugi svet“. Dana 13. marta 1967. Usmeravajuće svetlo je prvi put emitovano u boji. Dana 9. septembra 1968. program je proširen sa 15 na 30 minuta.
Šezdesetih godina prošlog veka pojavili su se crnački likovi, koje su igrali Bili Di Vilijams, Džejms Erl Džons, Rubi Di i Siseli Tajson. Naglasak serije prenet je na Bilovu i Bertovu decu, Majka i Eda; lik Bila Bauera napisan je u julu 1969, za koga se pretpostavljalo da je mrtav nakon pada aviona. Emisija je takođe postala malo aktuelnija tokom 1960-ih, sa pričama kao što je dijagnoza raka materice Berte Bauer 1962. godine.
Brojni novi likovi predstavljeni su sredinom do kasnih 1960-ih, uključujući dr Saru Mekintajer, koja je ostala glavni lik do ranih 1980-ih.

### 1970-e
Većim delom priče tokom prve polovine 1970-ih dominiralo je ubistvo Stenlija Norisa u novembru 1971. i suđenje koje je usledilo, kao i podvizi negativki Šarlot Voring i Kit Vested. Šarlot (koju je u to vreme igrala Melinda Fi) ubila je Kit (Nensi Adison) 26. avgusta 1973, a potom je i samu Kit upucao Džo Verner (Entoni Kol) u samoodbrani 24. aprila 1974, nakon što je pokušao da otruje Saru Mekintajer.
Ključni lik, na mahove, do proleća 1998, Rodžer Torp, predstavljen je 1. aprila 1971. Uloga Rodžera je prvobitno bila predložena da bude blond, svetle puti, prelepi tip, čovek koji je izlazi sa ćerkom svog šefa, Holi. Ultimatno, Majkla Zaslova, tamnokosog glumca, angažovala je za ulogu umesto njega dugogodišnja direktorka kastinga, Beti Ri. Zaslov je prikazao Rodžera kao komplikovanog i višestrukog negativca.
Teo Gec (Papa Bauer) je umro 1972. godine, i producenti su odlučili da Papa Bauer umre kao deo priče. Glumačka ekipa je odala počast Gecu i Papi Baueru u specijalnoj memorijalnoj epizodi koja je emitovana 27. februara 1973. godine.
Pod pritiskom novijih sapunica, više orijentisanih za mlade, kao što su Sva moja deca, Prokter & Gambl je angažovao glavne pisce Bridžit i Džeroma Dobsona 1975. godine, koji su počeli da pišu u novembru. Dobsonovi su uveli nijansiraniji, psihološki slojevitiji stil pisanja i uključili pravovremene priče, uključujući složeni odnos ljubavi/mržnje između otuđenih supružnika/polusrodnika Rodžera i Holi. Takođe su stvorili niz dobro zapamćenih likova, uključujući Ritu Stapleton, čiji su složeni odnosi sa Rodžerom i Edom pokrenuli veći deo priče do kraja decenije, Alana Spauldinga i Rosa Marlera, koji su obojica ostali glavni likovi do 2000-ih.

## Napomene
1. ↑  Prema broju epizoda: u smislu ukupnog trajanja, As the World Turns je duže od Guiding Light, sa 13.763 sati vs. 3.940 sata 30 minuta serije Guiding Light.[8]

## Spoljašnje veze
- Guiding Light.net Official P&G website
- Guiding Light Central
- CBS-TV: GL
- Guiding Light на веб-сајту  (језик: енглески)
- Guiding Light на веб-сајту TV.com (језик: енглески)
- Internet Archives - The Guiding Light Internet Archives - The Guiding Light 15 minute MP3 radio episodes from the 40's and 50's
- "Guiding Light" at Yahoo! TV
- SoapCentral[мртва веза]
- FindYourLight Архивирано на веб-сајту  (31. август 2009), an official CBS site that accepts user-submitted content
- Soapdom.com's Guiding Light
- Guiding Light at the TVGuide.com
- AOL Video: GL
- Carter, Bill. "CBS Turns Out 'Guiding Light'," The New York Times, Thursday, April 2, 2009.
- 'Guiding Light' Finally Killed By Proctor & Gamble, April 3, 2009, Fox News.
- GL On Lifetime?